# 蜈蚣蛇螺
蜈蚣蛇螺（学名：Vermetus renisectus）为蛇螺科下的一个种。舊屬Petaloconchus屬，今屬蛇螺屬。

## 形態特徵
如同其他蛇螺科物種一樣，螺殼呈不規則捲曲的管狀。